# Чини ми се, чини/Дође јесен
Чини ми се, чини/Дође јесен је осма сингл-плоча певачице Снежане Ђуришић и друга која је објављена 1975. године. Објављена је 16. септембра у издању Југотона.

## Песме
| Страна | Песма            | Аутори                                   |
| ------ | ---------------- | ---------------------------------------- |
| А      | Чини ми се, чини | Данило Живковић (м), Браћа Бољановић (т) |
| Б      | Дође јесен       | Данило Живковић (м), Младен Николић (т)  |